# Saraca monadelpha
Saraca monadelpha là một loài thực vật có hoa trong họ Đậu. Loài này được W.J.de Wilde miêu tả khoa học đầu tiên.